# Kuami Agboh
Kuami Agboh (Lomé, 28 dicembre 1977) è un ex calciatore togolese con cittadinanza francese, di ruolo centrocampista.

## Carriera
Ha giocato nelle giovanili della Nazionale francese, partecipando ai Mondiali Under-20 del 1997. Ha esordito in nazionale l'11 novembre 2005 contro il Paraguay. Con il Togo partecipa al campionato del mondo 2006.